# Tadeu Mello
Tadeu dos Santos Mello (Fortaleza, 22 de maio de 1965) é um ator, apresentador, dublador, humorista e escritor brasileiro. 
Conhecido por ser a voz brasileira da preguiça Sid da franquia A Era do Gelo, por interpretar o Tatá em A Turma do Didi/Aventuras do Didi e por ter interpretado o Cabo Citonho no filme Lisbela e o Prisioneiro.
Seu primeiro papel de destaque foi o mordomo Venâncio da telenovela Porto dos Milagres.

## Biografia
Nascido em Fortaleza no dia 22 de maio de 1965, Tadeu dos Santos Mello mais tarde viveria na capital carioca. O interesse de Tadeu pelo teatro se manifestou na adolescência. Adorava ver as pessoas à sua volta, enquanto contava histórias na escola. Aos 20 anos, partiu sozinho para o Rio de Janeiro, onde frequentou a Escola de Teatro Martins Penna, depois o Tablado, onde permaneceu por seis anos. Como aluno, participou das montagens de Sonho de uma Noite de Verão e Beijo no Asfalto. Em 1990, integrou o elenco de O Cavalinho Azul, com texto e direção de Maria Clara Machado, apresentado no Teatro Tablado. Dois anos depois, foi convidado por Milton Dobbin a participar do espetáculo O Homem e o Cavalo, de Oswald de Andrade. A seguir, Mello apresentou-se no Rio com Passo a Passo no Paço, Sara e Severino na Era das Coca-Colas, Bravo Soldado do Schweir e Deus. A próxima etapa foi frequentar a Oficina de Atores da Rede Globo, entre 1996 e 1997, quando estreou na telinha. O primeiro trabalho foi em A Indomada, seguido de Anjo Mau, Meu Bem Querer e Brava Gente e Porto dos Milagres.
Em 2002 foi convidado por Renato Aragão para integrar o novo time de atores de A Turma do Didi ficando nacionalmente conhecido na pele do ingênuo e atrapalhado Tatá.

## Filmografia

### Televisão
| Ano     | Título                               | Personagem                                  | Nota                                                             |
| ------- | ------------------------------------ | ------------------------------------------- | ---------------------------------------------------------------- |
| 1997    | A Indomada                           | Porteiro da pensão de Serro Azul            | Episódio: "17 de abril"                                          |
| 1997    | Anjo Mau                             | Seu Goy                                     | Episódio: "4 de dezembro"                                        |
| 1998    | Meu Bem Querer                       | Araripe                                     |                                                                  |
| 2000    | Laços de Família                     | Peão no haras                               | Episódio: "8 de agosto"                                          |
| 2001    | Brava Gente                          | Pinhão                                      | Episódio: "O Santo e a Porca"                                    |
| 2001    | Porto dos Milagres                   | Venâncio                                    |                                                                  |
| 2001    | A Grande Família                     | Mendigo                                     | Episódio: "Me Dá Um Dinheiro Aí"                                 |
| 2001    | Os Normais                           | Juremar                                     | Episódio: "Um Pouco de Azar é Normal"                            |
| 2001    | Brava Gente                          | Arioswaldo                                  | Episódio: "Arioswaldo e o Casamento de Sua Velha Mãe Centenária" |
| 2001    | Brava Gente                          | Ceguquivê                                   | Episódio: "A Quenga e O Delegado"                                |
| 2001    | Brava Gente                          | Arioswaldo                                  | Episódio: "O Natal de Arioswaldo"                                |
| 2002    | Brava Gente                          | Arioswaldo                                  | Episódio: "Arioswaldo e o Lobisomem"                             |
| 2002–10 | A Turma do Didi                      | Tatá                                        |                                                                  |
| 2005    | Carandiru, Outras Histórias          | Zoinho / Tigrão                             |                                                                  |
| 2005    | Hoje É Dia de Maria: Segunda Jornada | Bêbado na lanchonete                        |                                                                  |
| 2007    | A Diarista                           | Fazendeiro                                  | Episódio: "Aquele do Presidente"                                 |
| 2010–13 | Aventuras do Didi                    | Tatá                                        |                                                                  |
| 2013    | Louco Por Elas                       | Francisco                                   | Episódio: "Giovana se Mete em Briga de Casal"                    |
| 2013    | Didi, o Peregrino                    | Pablito                                     | Telefilme                                                        |
| 2013–15 | Zorra Total                          | Solteirão                                   | Quadro: "Tetê PM"                                                |
| 2015–18 | Zorra                                | Vários                                      |                                                                  |
| 2015–20 | Os Suburbanos                        | José Chinílson Ferreira da Silva (China)    |                                                                  |
| 2015    | Vai que Cola                         | Pedro Labareda                              | Temporada 3                                                      |
| 2017    | Tá no Ar: A TV na TV                 | Vários                                      | Temporada 4                                                      |
| 2018    | O Tempo Não Para                     | Cocheiro                                    | Episódios: "2–10 de outubro"                                     |
| 2020    | Dra. Darci                           | Pirilampo                                   | Episódio: "4 de março"                                           |
| 2020    | Detetives do Prédio Azul             | Nicanor                                     | Temporada 13                                                     |
| 2021    | Sob Pressão                          | Toniquinho                                  | Episódio: "21 de outubro"                                        |
| 2021    | Quanto Mais Vida, Melhor!            | Nilton Braga (Garçom) / Santiago Pachamanca |                                                                  |
| 2022    | O Cangaceiro do Futuro               | Ribanelson                                  | [ 3 ]                                                            |
| 2023    | Cine Holliúdy                        | J.B.                                        | Episódio: "10"; Temporada 3                                      |

### Cinema
| Ano  | Título                                     | Personagem   |
| ---- | ------------------------------------------ | ------------ |
| 1998 | Tangerine Girl                             | Zé Mocinha   |
| 2001 | Xuxa e os Duendes                          | Alface       |
| 2002 | Xuxa e os Duendes 2 - No Caminho das Fadas | Alface       |
| 2003 | Didi, o Cupido Trapalhão                   | Tatá         |
| 2003 | Lisbela e o Prisioneiro                    | Cabo Citonho |
| 2006 | A Ilha do Terrível Rapaterra               | Guaiá        |
| 2006 | O Amigo Invisível                          | Tintureiro   |
| 2012 | Billi Pig                                  | Babau        |
| 2014 | O Casamento de Gorete                      | Domitila     |
| 2015 | Entrando Numa Roubada                      | Mário Jorge  |
| 2019 | O Amor Dá Trabalho                         | Deoclécio    |
| 2021 | Pixinguinha, Um Homem Carinhoso            | Assaltante   |

### Dublagens
| Ano  | Título                                            | Personagem                                |
| ---- | ------------------------------------------------- | ----------------------------------------- |
| 2002 | A Era do Gelo                                     | Sid                                       |
| 2003 | Didi, o Cupido Trapalhão                          | Rato Salomão (apenas nos extras do filme) |
| 2006 | A Era do Gelo 2                                   | Sid                                       |
| 2006 | Uhug - Na Serra da Capivara                       | Narrador (voz)                            |
| 2006 | Putz! A Coisa Tá Feia                             | Ratso                                     |
| 2008 | Sobrevivendo ao Sid                               | Sid                                       |
| 2009 | A Era do Gelo 3                                   | Sid                                       |
| 2011 | A Era do Gelo: Especial de Natal                  | Sid                                       |
| 2012 | A Era do Gelo 4                                   | Sid                                       |
| 2012 | Ariol                                             | Ariol                                     |
| 2015 | Smite                                             | Vamana Cangaceiro                         |
| 2016 | A Era do Gelo: A Grande Caçada aos Ovos de Páscoa | Sid                                       |
| 2016 | A Era do Gelo: O Big Bang                         | Sid                                       |
| 2021 | Osmar, a Primeira Fatia do Pão de Forma           | Osmar                                     |
| 2022 | A Era do Gelo: As Aventuras de Buck               | Sid                                       |

## Teatro
| Ano       | Título                                 | Personagem          |
| --------- | -------------------------------------- | ------------------- |
| 2014      | Os Saltimbancos Trapalhões - O Musical | O Coisa             |
| 2013      | Bonifácio Bilhões                      | Bonifácio Brilhante |
| 2012      | A Vingança do Espelho                  | —                   |
| 2009-2010 | A Marca do Zorro                       | Sargento Garcia     |
| 2008-2009 | Cyrano                                 | O Coringa           |
| 2000      | Lisbela e o Prisioneiro                | Cabo Citonho        |

## Prêmios e indicações
| Ano  | Associações             | Categoria                        | Nomeações          | Resultado |
| ---- | ----------------------- | -------------------------------- | ------------------ | --------- |
| 2001 | Prêmio Qualidade Brasil | Televisão: Melhor Ator Revelação | Porto dos Milagres | Venceu    |
| 2001 | Prêmio Qualidade Brasil | Televisão: Melhor Ator Revelação | Porto dos Milagres | Indicado  |